# Bitwa pod Garigliano (915)
Bitwa nad rzeką Garigliano – bitwa stoczona w czerwcu 915 roku w południowej Italii pomiędzy Saracenami i wojskami chrześcijańskimi, zakończona zwycięstwem chrześcijan.
Dzięki staraniom papieża Jana X stworzona została koalicja wojsk chrześcijańskich z Italii, obejmująca wojska namiestnika Bizancjum oraz wojska Królestwa Włoch i papieża. W bitwie papież Jan walczył osobiście. Pół roku po zwycięskiej bitwie Jan X wynagrodził króla Włoch Berengara I tytułem cesarza rzymskiego.